# Viktoria Pohl-Meiser

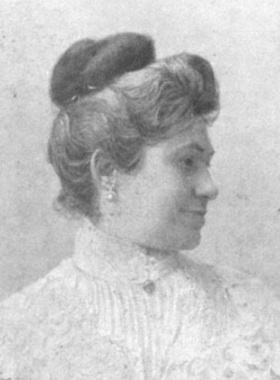
Viktoria Pohl-Meiser.

Viktoria Pohl-Meiser (* 28. November 1858 in München, Königreich Bayern; † 17. Juni 1936 in Mödling, Österreich) war eine deutsch-österreichische Bühnenschauspielerin und Sängerin.

## Leben und Wirken
Die Tochter des Schauspielers Ludwig Pohl-Meiser war bereits als vierjähriges Kind an Bühnen ihrer Heimatstadt München aktiv. Ihre künstlerische Ausbildung erhielt Viktoria Pohl-Meiser am Münchener Konservatorium, es folgten Verpflichtungen nach Augsburg, dann erneut nach München, wo sie sich nunmehr auch als Tänzerin betätigte. 1877 holte der Österreicher Johann Fürst die Bayerin zu seinen Wintergastspielreisen und zwei Jahre darauf auch an sein Wiener Pratertheater. Zwischendurch wirkte Viktoria Pohl-Meiser kurzzeitig an Bühnen in Budapest, Karlsbad und am Wiener Ringtheater. 1879/80 war sie am Theater an der Wien engagiert, die darauf folgende Spielzeit am Nationaltheater in Berlin und anschließend in Linz. Von 1883 bis 1891 gastierte Viktoria Pohl-Meiser an verschiedenen Bühnen in Deutschland, Russland und der Schweiz. Hatte die Schauspielerin bis dahin das Fach der munteren Liebhaberin und Soubrette abgedeckt, so änderte sich dies ab 1892, als Viktoria Pohl-Meiser an das Carl-Theater in Wien verpflichtet wurde und nunmehr ins Fach der komischen Alten wechselte.
Ihre (oftmals mit Gesang verbundenen) Paraderollen absolvierte sie in so unterschiedlichen Stücken wie Die Schmetterlingsschlacht, Wie man Männer fesselt, Gasparone und Der Prinz-Gemahl. Viktoria Pohl-Meisers erfolgreichste Phase begann 1894, als sie die kommenden 14 Spielzeiten als Ensemblemitglied am Theater in der Josefstadt auftrat. Nunmehr ließ man die dralle, füllige Künstlerin eifersüchtigen Ehefrauen, zänkische Schwiegermütter und Kupplerinnen spielen – überwiegend in (französischen) Lustspielen und Schwänken. Dabei griff die Münchnerin durchaus auf eine drastische und energetische Präsentation der dargestellten Charaktere zurück. Am Pratertheater der österreichischen Hauptstadt sah man Pohl-Meiser in späteren Jahren auch häufiger in der Operette (z. B. 1910 in Edmund Eyslers Der unsterbliche Lump), im selben Genre aber auch am Wiener Bürgertheater. 1916 sah man sie auch in der Nestroy-Verfilmung Einen Jux will er sich machen. Seit 1921 leitete Viktoria Pohl-Meiser in Wien eine Operettenschule und trat ab 1925 auch im Wiener Rundfunk auf. Hochbetagt zog sie sich schließlich nach Mödling zurück.

## Weblink
- Biografie im Österreichischen Biographischen Lexikon

| Personendaten    | Personendaten                                             |
| ---------------- | --------------------------------------------------------- |
| NAME             | Pohl-Meiser, Viktoria                                     |
| KURZBESCHREIBUNG | deutsch-österreichische Bühnenschauspielerin und Sängerin |
| GEBURTSDATUM     | 28. November 1858                                         |
| GEBURTSORT       | München, Königreich Bayern                                |
| STERBEDATUM      | 17. Juni 1936                                             |
| STERBEORT        | Mödling, Österreich                                       |